# Blenina smaragdina
Blenina smaragdina är en fjärilsart som beskrevs av George Thomas Bethune-Baker 1906. Blenina smaragdina ingår i släktet Blenina och familjen trågspinnare. Inga underarter finns listade i Catalogue of Life.